# Efecto Evershed

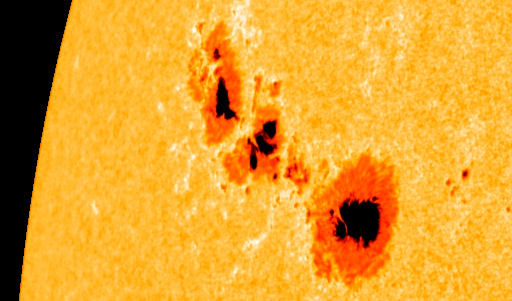
Imagen de una mancha solar (2011). Fotografía NASA.

El efecto Evershed, nombrado así en memoria del astrónomo británico John Evershed, es el flujo radial de gas en la fotosfera del Sol a través de la superficie en penumbra de las manchas solares. Se produce a partir de la frontera interior con el umbra hacia el borde exterior.

## Descubrimiento
Evershed fue el primero en detectar este fenómeno en enero de 1909, mientras estaba trabajando en el Observatorio Solar Kodaikanal en la India, cuando observó que las líneas espectrales de la luz de las manchas solares mostraban evidencias del efecto doppler.

## Descripción
La velocidad del flujo gaseoso varía de alrededor de 1 km/s en la frontera entre umbra y penumbra, a un máximo de alrededor del doble en el centro de la penumbra, bajando hasta cero en el borde exterior de la penumbra.
Medidas de las líneas espectrales emitidas en las longitudes de onda ultravioletas indican un desplazamiento sistemático hacia el rojo. El efecto Evershed es común a cada línea espectral formada a una temperatura inferior a 105 K; este hecho implicaría una caída de flujo constante desde la región de transición hacia la cromosfera. La velocidad observada es de aproximadamente 5 km/s. Naturalmente, esto es imposible, porque si fuera cierto, la corona desaparecería en un período de tiempo reducido en vez de permanecer suspendida sobre el Sol a temperaturas de millones de grados y a distancias mucho más grandes que un radio solar.

## Teorías explicativas
Se han propuesto muchas teorías para explicar este desplazamiento al rojo en los perfiles de líneas de la región de transición, pero el problema todavía no está resuelto. Una teoría coherente tendría que tener en cuenta todas las observaciones físicas: los perfiles de línea ultravioletas presentan desplazamiento al rojo en promedio, pero  muestran oscilaciones de velocidad atrás y adelante al mismo tiempo.
En síntesis, los mecanismos propuestos son:
- Flujos sifónicos en los bucles de la corona inducidos por diferencias de presión.[4]
- Diferentes secciones de cruce de los pies de los bucles de la corona.[5]
- El retorno de las espículas solares.[6]
- Flujos múltiples.[7]
- Nanoflares.[8]
- Inestabilidades térmicas durante el proceso de condensación cromosférica.[9]

El efecto fue conmemorado en un sello de correos emitido en la India el 2 de diciembre de 2008.